# Galina Agafja Andrejewna Kusmenko

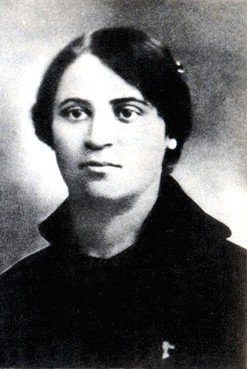
Galina Agafja Andrejewna Kusmenko

„Galina“ Agafja Andrejewna Kusmenko (russisch Галина Андреевна Кузьменко; ukrainisch Галина Андріївна Кузьменко; * 1892 in Pischtschanyj Brid, Gouvernement Cherson, Russisches Kaiserreich; † 23. März 1978 in Taras, Kasachische SSR) war eine ukrainische Anarchistin. Sie wurde als Partnerin von Nestor Machno bekannt.
Galina Kusmenko kam in Pischtschanyj Brid im Westen der heutigen ukrainischen Oblast Kirowohrad zur Welt.
Bis zur Bekanntschaft mit Nestor Machno 1919 arbeitete Galina als Lehrerin. 1921, nach der Niederschlagung der Machnowschtschina durch die Bolschewiki, begleitete sie Machno ins Exil und blieb nach dessen Tod 1934 in Frankreich. Während des Zweiten Weltkrieges wurde sie zur Zwangsarbeit nach Deutschland deportiert. Nach der Befreiung durch die Rote Armee wurde sie in der UdSSR zu zehn Jahren Haft verurteilt und im Sonderlager DubrawLag interniert. Nach ihrer Entlassung 1954 bis zu ihrem Tod in den 1970er-Jahren lebte sie in Kasachstan.